# Charles Edward Fuller
Charles Edward Fuller (* 25. April 1887 in Los Angeles; † 18. März 1968 in Pasadena) war ein US-amerikanischer Unternehmer, christlich-fundamentalistischer Geistlicher, Produzent missionarischer Radiosendungen und Mitbegründer des Fuller Theological Seminary.

## Leben
Fuller wurde als Sohn des Orangenzüchters Henry Fuller in Kalifornien geboren. Nach seinem Abschluss mit magna cum laude am Pomona College im Jahr 1910 arbeitete er zunächst im elterlichen Betrieb in der Nähe von Redlands mit, betätigte sich jedoch auch im Immobilienhandel, der Verpachtung von Ländereien an Ölgesellschaften und dem Transportwesen.
Während einer Missionsveranstaltung mit dem christlich fundamentalistischen Prediger Paul Rader im Jahr 1916 erlebte er eine Bekehrung. Er begann, Erwachsene an der Placentia Presbyterian Church in einer Sonntagsschule zu unterrichten. Schließlich gab er seine beruflichen Tätigkeiten auf und absolvierte eine Ausbildung zum Pastor am Bible Institute of Los Angeles. Dort beschäftigte er sich mit den Lehren von Reuben A. Torrey, die seine Auffassung bezüglich des dispensationalistischen Prämillenarismus prägten. Im Jahr 1925 gründete Fuller die Calvary Church als unabhängige Kirche, da er mit der starken Ausprägung der Sozialarbeit in der Placentia Presbyterian Church unzufrieden war. Er wurde ordiniert von einer Gruppe baptistischer Kirchen, die mit der fundamentalistisch geprägten Baptist Bible Union verbunden waren. 1930 begann er, Gottesdienste und Bibelunterricht über lokale Radiosender auszustrahlen. Im Jahr 1933 verließ Fuller den Gemeindedienst um sich fortan ganz seiner Rundfunktätigkeit zu widmen. Dazu gründete er ein eigenes Missionswerk, die Gospel Broadcasting Association. Er produzierte die Radio Revival Hour. Die Sendung wurde sonntags ausgestrahlt, ab dem Jahr 1939 unter dem Namen The Old Fashioned Revival Hour mit nationaler Reichweite. Das Programm wurde danach bei wechselnden Sendern ausgestrahlt und schließlich 1963 eingestellt.
Fuller war der Geldgeber und Mitbegründer des 1947 in Pasadena gegründeten Fuller Theological Seminary, dessen erster Präsident der evangelikale Harold John Ockenga wurde, der zuvor von 1942 bis 1944 der erste Präsident der National Association of Evangelicals (NAE) gewesen war. Ockenga war etwas aufgeschlossener als Fuller, er verfolgte als Leiter des Seminars eine moderatere theologische Richtung. Er war bestrebt, das theologische Vermächtnis Fullers, einen engen prämillenaristischen Fundamentalismus abzustreifen, das gewohnheitsmäßige Beharren auf der Irrtumslosigkeit der Bibel einzuschränken und einen separatistischen Kurs zu vermeiden.

## Privates
Fuller war verheiratet mit Grace. Sie hatten einen Sohn Daniel P. Fuller (* 1925), der 1953 bis 1993 am Fuller Theological Seminary lehrte.